# Abbas I của Ba Tư
Abbās I (tức Abbās Đại đế, 27 tháng 1 năm 1571 tại Herat – 19 tháng 1 năm 1629) là vua thứ năm của vương triều Safavid trong lịch sử Ba Tư. Ông thường được xem là vị vua vĩ đại nhất của vương triều Safavid.
Abbas I lên ngôi quốc vương trong một thời kỳ rối ren và bất ổn. Từ thời vua Mohammed Khodabanda cha ông, các tập đoàn phong kiến quân phiệt Qizilbash đã chi phối, khuynh đảo triều chính và thậm chí còn giết cả mẹ lẫn anh trai Abbas. Lợi dụng sự suy vong của nhà Safavid, vua Thổ Nhĩ Kỳ và bộ tộc Uzbeck đã chiếm đoạt nhiều lãnh thổ của Ba Tư. Năm 1587, một trong các lãnh chúa Qizilbash là Murshid Qoli Khan đã phế truất vua Mohammed và đưa Abbas 16 tuổi lên nối vương vị. Nhưng Abbas không chịu khoanh tay rủ áo và không lâu sau đó ông đã giành toàn bộ quyền chấp chính. Ông giảm bớt ảnh hưởng của người Qizilbash trong triều chính và việc quân, rồi cải cách lại Quân đội Ba Tư, Ông đánh tan tác quân Uzbek và tái chinh phạt tất cả mọi lãnh thổ bị mất của Đế quốc Ba Tư.
Sau khi đánh tan tác quân Uzbek, ông chú tâm sang kình địch hùng mạnh nhất của Đế quốc Ba Tư là Đế quốc Ottoman, đánh tan tác quân Ottoman tại Iraq và Azerbaijan, chiếm lại tất cả những vùng đất bị mất và phá vỡ uy quyền của Đế quốc Ottoman ở vùng Kavkaz. Là một thiên tài quân sự, trong một loạt cuộc tái chinh phạt của ông, ông từng giành chiến thắng huy hoàng trong trận đánh với quân Ottoman đông đảo gần Hồ Urmia vào năm 1606, khi ông chỉ huy một lực lượng Quân đội Ba Tư ít ỏi.
Không những thế, ông còn đánh thắng Đế quốc Mogul và chiếm được Kandahar, lại còn đánh thắng Đế quốc Bồ Đào Nha với sự hỗ trợ của Anh Quốc. Dưới triều vua Abbas, Triều đình Ba Tư khoan dung Ki-tô giáo, kinh đô của vương quốc được dời từ Qazvin về Isfahan, và nhiều công trình kiến trúc đồ sộ được xây nên tại đây. Kinh thành Isfahan của ông đã hồi phục lại sự huy hoàng của mình, trở nên lừng danh trên khắp thế giới văn minh. Về cuối đời, nhà vua trở nên đa nghi, Abbas I đối xử khắc nghiệt và đa nghi với các hoàng tử khiến cơ nghiệp lừng lẫy của ông bị suy thoái dần dưới các vị vua sau này.

## Tuổi trẻ của Abbas

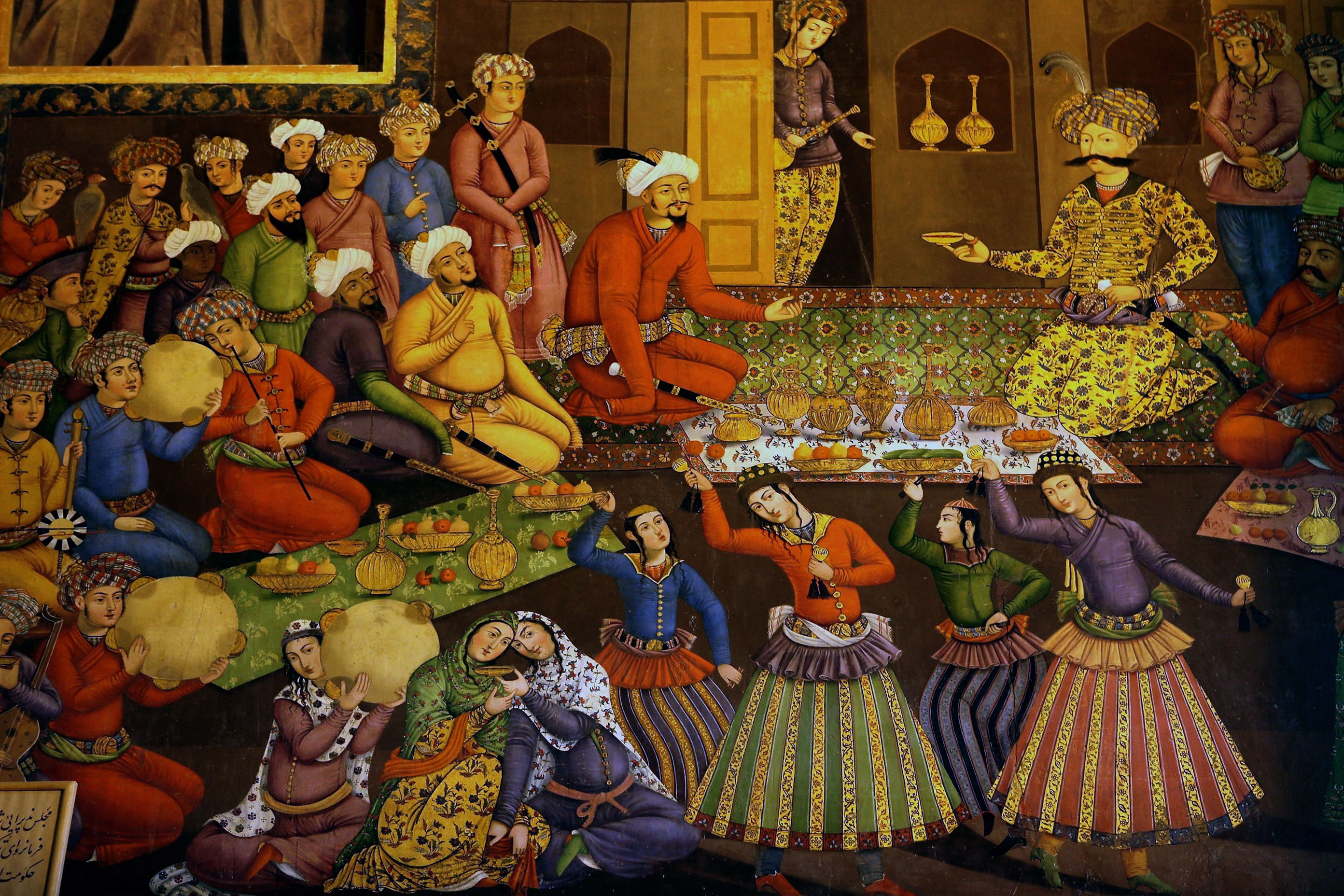
Shah Abbas I và triều đình của ông.

Abbas sinh ra ở Herat (ngày nay ở Afghanistan, sau đó là một trong hai thành phố lớn của Khorasan), là con của hoàng tử Mohammed Khodabanda và vợ là Khayr al-Nisa Begum (được biết với cái tên "Mahd-i Ulya"), con gái của tổng đốc tỉnh Mazandaran, người tự nhận là con cháu của vị Imam Shia thứ 4, Zayn al-Abidin. Abbas được sinh hạ vào thời Hoàng đế Tahmasp I, ông nội của cậu. Cha mẹ Abbas đã giao cậu bé cho Khani Khan Khanum, mẹ tổng đốc Herat Ali Qoli Khan Shamlu nuôi dưỡng. Khi Abbas lên 4, Tahmasp gửi cha cậu đến Shiraz nơi có khí hậu tốt hơn đối với trái tim mỏng manh của Mohammed. Theo truyền thống Ba Tư, chỉ một hoàng thân được ở tại Khorasan, nên vua phong Abbas làm tổng đốc trên danh nghĩa của tỉnh này, dù cậu còn ít tuổi, và Abbas được để lại ở Herat.
Năm 1578, cha Abbas lên làm vua nước Ba Tư. Ít lâu sau, mẹ Abbas chi phối vua nhiều công việc trong triều chính, nhưng bà có rất ít thời gian với Abbas, mà đào tạo cho anh trai cậu là Hamza trở thành nhân tài. Hoàng hậu chống đối các lãnh đạo của đạo quân Qizilbash hùng mạnh, những người đã bày mưu và thắt cổ bà ta vào tháng 7/1579. Mohammed là một ông vua bất lực, không thể chống lại các kẻ thù của Ba Tư là đế quốc Ottoman và người Uzbek, những đạo quân đã xâm lược Ba Tư và ngăn ngừa mối hận thù giữa các bè phái trong bộ lạc Qizilbash. Thái tử trẻ Hamza, một người có tài, đã đánh bại được Thổ, nhưng anh bị giết một cách bí ẩn vào năm 1586. Từ đây, Abbas trở thành thái tử.
Năm 14 tuổi, Abbas trở thành người dưới quyền của Murshid Qoli Khan, một trong các thủ lĩnh Qizilbash ở Khorasan. Khi đạo quân Uzbek hùng mạnh xâm lược Khorasan năm 1587, Murshid xem đây là thời điểm thích hợp để lật đổ shah Mohammed bất lực. Thế là Murshid tiến về kinh đô Safavid là Qazvin cùng với Abbas và phong vương cho anh. Mohammed không chút phản kháng và thoái vị ngày 1/10/1587, giao toàn bộ quyền lực cho vua con. Abbas khi đó 16 tuổi.

## Ông hoàng chuyên chế

### Abbas đích thân chấp chính

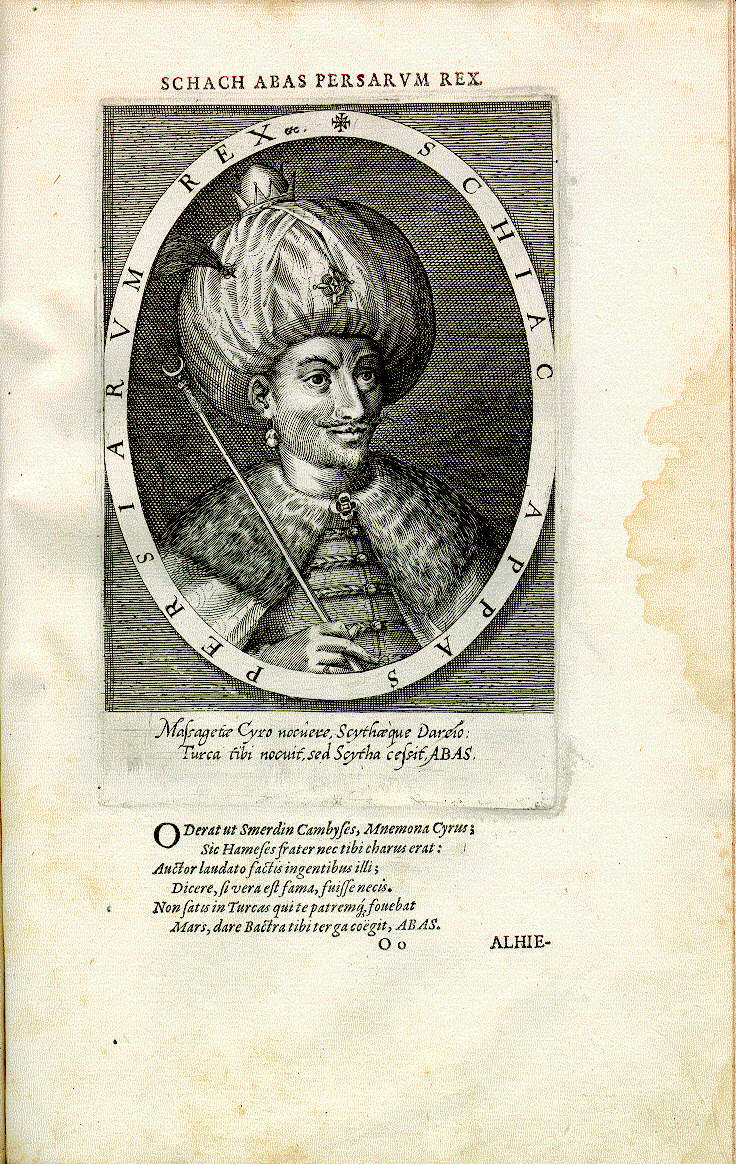
Shah ‘Abbās King of the Persians.
Copper engraving by Dominicus Custos, from his Atrium heroicum Caesarum pub. 1600-1602.

Abbas I thừa kế một đất nước đang ở trong tình thế tuyệt vọng. Người Ottoman kiểm soát những vùng đất rộng lớn ở miền tây và đông tây (kể cả thành phố lớn Tabriz) trong khi người Uzbek đóng quân ở một phần tỉnh Khorasan miền đông bắc. Trong nước, Ba Tư bị xâu xé bởi mâu thuẫn trong bộ lạc Qizilbash, những người khinh rẻ triều đình, thông qua việc họ giết cả hoàng hậu (mẹ Abbas) năm 1579 rồi Đại Vizia năm 1583.
Trước hết, Abbas trừng trị những kẻ giết mẹ của ông, ông xử tử 4 tên đầu sỏ trong vụ này, và đem 3 tên khác đi đày. Tiếp theo đó, ông quyết phủ nhận mình là một ông vua bù nhìn với kẻ chi phối ông là Murshid Qoli Khan. Murshid gả vợ góa đồng thời là em họ của Hamza cho Abbas. Murshid bắt đầu phong cho các bạn mình những chức quan lớn trong triều. Dần dần, Murshid trở nên chuyên quyền và Abbas chỉ là một cái bóng mờ trong hoàng cung. Trong khi đó quân Uzbek tiếp tục xâm lược Khorasan. Khi Abbas nghe tin người bạn cũ của ông là Ali Qoli Khan Shamlu bị giặc vây ở Herat, ông yêu cầu Murshid phải hành động ngay. Sợ giặc, Murshid không làm gì đến khi nhận được hung tin: Herat thất thủ và quân Uzbek thảm sát toàn thể dân chúng. Chỉ lúc đó ông mới sắp đặt một chiến dịch đánh Uzbek ở Khorasan. Nhưng Abbas dự định sẽ trả thù cho cái chết của Ali Qoli Khan và ông mua chuộc 4 thủ lĩnh Qizilbash để giết Murshid sau một bữa thiết tiệc ngày 23 tháng 7 năm 1589. Từ đó, Abbas đích thân cai trị Ba Tư.
Abbas quyết định rằng ông phải thiết lập lại trật tự trong nước trước khi ông đánh đuổi quân xâm lược và mở rộng bờ cõi. Thế là, ông ký một hiệp ước hoà bình với đế quốc Ottoman (1589/90). Theo đó Ba Tư phải chịu 1 điều khoản bất bình đẳng: phải nhượng cho Thổ các tỉnh xứ Azerbaijan, Karabagh, Ganja và Qarajadagh và cả những phần đất xứ Gruzia, Luristan và Kurdistan.

### Giảm sự mạnh mẽ của người Qizilbash

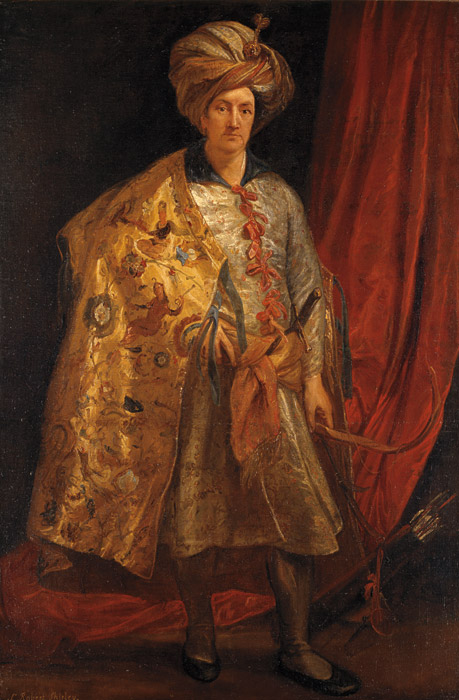
Athonay Shirley và Robert Shirley (tranh vẽ năm 1622) giúp vua cải tiến quân đội Ba Tư. Tranh của Anthony van Dyck

Từ đầu thời Safavid, người Qizilbash đã được cung cấp đầy đủ sức mạnh của quân đội Ba Tư và chiếm giữ nhiều quyền hành trong triều. Để làm cân bằng lại quyền hành của họ, vua Abbas chuyển tầm nhìn của mình sang một yếu tố khác trong xã hội Ba Tư, những người ghulams (tạm dịch là "nô lệ"). Họ là những người Gruzia, Armenia và Circassia theo đạo Islam và tham gia vào chính trị và quân sự Ba Tư. Abbas còn bổ nhiệm một số người ghulams làm quan đại thần. Một trong số họ là Allahverdi Khan gốc Gruzia, người đã trở thành chỉ huy của toán quân ghulams đồng thời là tổng đốc của tỉnh Fars, một tỉnh giàu có. Abbas cách chức một số thủ lĩnh Qizilbash giữ chức tổng đốc và chuyển các nhóm người Qizilbash tới các vùng đất có các bộ tộc Qizilbash khác sinh sống, như vậy cộng đồng các bộc lạc Qizilbash trở nên yếu kém hơn. Vấn đề ngân sách đã được giải quyết bởi sự phục hồi quyền hành của nhà vua đối với các tỉnh trước đây do các tù trưởng Qizilbash điều hành, các khoản thu ở đó đã bổ sung cho ngân khố hoàng gia.

### Cải cách quân đội
Abbas phải cải cách quân đội trước khi ông có thể hy vọng đương đầu với quân xâm lược Thổ và Uzbek. Ông cũng xem việc cải tổ lại quân đội như một trong những cách để trục xuất người Qizilbash. Để thế vào, ông thành lập một đội quân thường trực gồm 4 vạn ghulams và người Iran để lâm trận sát cánh đội quân phong kiến được cung cấp bởi người Qizilbash theo truyền thống. Đội quân mới không trung thành với một ai khác mà chỉ trung thành với đức vua. Họ bao gồm 10.000-15.000 kị binh được trang bị với súng hoả mau và những thứ vũ khí khác, một đoàn lính cầm súng hoả mai (12.000 quân) và đội pháo binh cũng gồm 12.000. Thêm vào đó Abbas có một nhóm vệ sĩ cá nhân gồm 3.000 ghulams.

## Tái chiếm các lãnh thổ bị mất

### Chiến tranh chống quân Uzbek
Sau khi cải tổ Quân đội, Hoàng đế Abbas I phát động chiến tranh chống quân Uzbek - những kẻ chiếm đoạt và tàn phá tỉnh Khorasan. Tháng 4 năm 1598, ông tiến hành cuộc tấn công đầu tiên. Quân đội của ông đã chiến thắng dễ dàng ở một trong hai thành phố lớn của tỉnh là Mashhad. Khi ấy, vua Uzbek là Din Mohammed Khan đang đóng quân một cách an toàn ở thành phố lớn thứ hai là Herat. Abbas đã giả vờ rút lui để nhử giặc ra khỏi đây. Sau đó, vào ngày 9 tháng 8 năm 1598 một trận chiến khốc liệt bùng nổ: Quân đội Safavid toàn thắng, vua Uzbek bị thương, phải rút quân rồi bị thủ hạ giết trên đường rút. Biên giới phía đông bắc của Hoàng đế Abbas I được ổn định trong thời gian đó, và giờ đây, ông có thể gây chiến chống Thổ Nhĩ ỳ ở phía tây.

### Chiến tranh chống Ottoman
Từ khi hòa ước 1589-90 được ký kết, Hoàng đế Abbas I bị xem là vua chư hầu của Đế quốc Thổ Ottoman. Các bậc tiên đế của ông vốn đã lâm chiến với Đế quốc Thổ Nhĩ Kỳ nhiều lần, nhưng chưa bao giờ giành được thắng lợi quyết định trước kẻ thù ở phía tây của họ. Vào năm 1602, Hoàng đế Abbas I tuyên bố rằng ông không muốn bị Đế quốc Thổ Nhĩ Kỳ sỉ nhục nữa. Khi sứ thần Thổ Nhĩ Kỳ kiêu ngạo đưa ra một loạt yêu sách, Abbas bắt giữ sứ, cạo râu sứ và gửi nó cho Hoàng đế Thổ Nhĩ Kỳ ở kinh đô Constantinopolis. Đây là lời tuyên chiến. Thoạt đầu, Abbas tái chiếm Nahavand và tàn phá một pháo đài trong thành phố, pháo đài này được quân Thổ Nhĩ Kỳ dự định sẽ dùng nó như một bàn đạp cho những đợt tấn công vào Đế quốc Ba Tư.
Vào ngày 6 tháng 11 năm 1605, Hoàng đế Abbas I thân chinh thống lĩnh Quân đội Ba Tư giành chiến thắng quyết định trước quân Ottoman ở Sufiyan, gần Tabriz.
Năm 1623, ông quyết định chiếm lại vùng Lưỡng Hà, vốn đã bị ông nội Abbas là Tahmasp I làm mất về tay Thổ. Lợi dụng tình trạng hỗn loạn bao quanh sự lên ngôi của vua Thổ mới là Murad IV, ông dự định sẽ sửa soạn một hành hương về các thánh địa Shi'ite ở Kerbala và Najaf nhưng dùng quân đội của mình để chiếm lấy Baghdad. Năm 1624, dân Gruzia làm loạn, Abbas phải đối phó với quân nổi loạn mà sao lãng việc đánh Thổ, nên quân Thổ vây Bagdad, như Abbas đã giải vây Bagdad năm 1625 và đập tan quân đội Thổ Nhĩ Kỳ trong trận quyết định. Dù vậy, sau khi Abbas qua đời (1638), đế quốc Thổ chiếm lại Bagdad và đường biên giới Ottoman - Ba Tư được phân chia.

### Kandahar và đế quốc Mogul

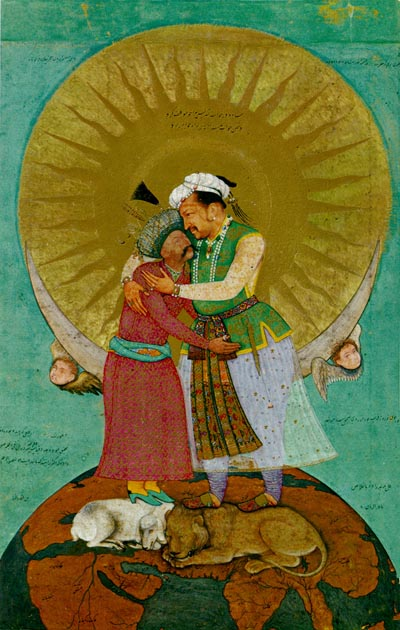
Giấc mộng của Jahangir: Jahangir (phải) ôm lấy Abbas, tranh vẽ Mogul.

Đế quốc Ba Tư là một đồng minh truyền thống của Đế quốc Ấn Độ dưới triều nhà Mogul trong chiến tranh chống quân Uzbek, những kẻ khao khát làm chủ tỉnh Khorasan. Trước kia, Hoàng đế nhà Mogul là Humayun đã nhượng tỉnh Kandahar cho ông nội của Hoàng đế Abbas I là Hoàng đế Tahmasp I để tỏ lòng biết ơn việc vị Hoàng đế Ba Tư đã giúp ông ta bảo vệ uy quyền của Vương triều Mogul. Vào năm 1590, lúc tình hình Ba Tư trở nên hỗn loạn, Hoàng đế nhà Mogul Akbar Đại đế liền "nước đục thả câu", và tiến hành xâm chiếm tỉnh Kandahar. Nhưng Triều đình Abbas I tiếp tục duy trì mối quan hệ ngoại giao hữu nghị với Triều đình Mogul, dù ông vẫn thường xuyên đòi hỏi vua Ấn Độ trao trả tỉnh Kandahar. Cuối cùng, năm 1620, một sự cố ngoại giao là sứ thần Ba Tư không chịu quỳ khi yết kiến Hoàng đế Jahangir đã dẫn đến cuộc chiến tranh giữa Ấn Độ và Ba Tư. Trong khi đó, nội bộ Ấn Độ có rối loạn và Hoàng đế Abbas I nhận thấy ông chỉ cấn tiến chiếm tỉnh Kandahar bằng một cuộc tấn công bất ngờ (1622). Với chiến thắng này, ông đã làm cho thanh thế của Đế quốc Mogul bị giảm sút. Sau cuộc chinh phạt, ông giảng hoà với Hoàng đế Jahangir, tuyên bố rằng ông chỉ chiếm lại Kandahar vì nó thật sự thuộc về ông và từ bỏ những tham vọng xa hơn về lãnh thổ. Về phần mình, Hoàng đế Jahangir không nguôi giận nhưng ông ta không thể nào tái chiếm tỉnh này.

### Chiến tranh chống Bồ Đào Nha

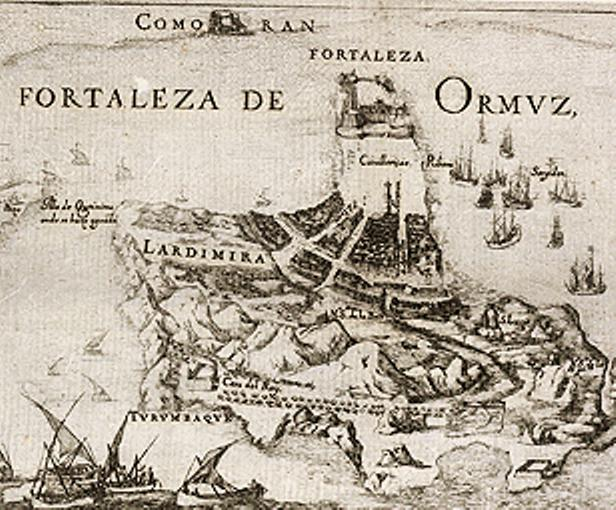
Đảo Hormuz bị liên quân Anh-Ba Tư chiếm đóng trong Cuộc xâm chiếm Ormuz năm 1622.

Vào thế kỉ XVI, người Bồ Đào Nha lập những căn cứ ở Vịnh Ba Tư. Năm 1602, dưới sự chỉ huy của Imam-Quli Khan Undiladze, quân Ba Tư đã đánh đuổi người Bồ Đào Nha từ Bahrain. Năm 1622, với sự giúp đỡ của bốn chiến thuyền Anh Quốc, Abbas đã tái chiếm Hormuz từ tay người Bồ Đào Nha trong Cuộc xâm chiếm Ormuz (1622). Ông lập lại nó như một trung tâm thương mại với cảng mới, Bandar-Abbas gần với đất liền, nhưng nó trở nên không thành công. 

## Đối sách với các ngoại bang
Abbas I duy trì quan hệ thương mại với châu Âu và thiết lập mối liên hệ với các tòa án châu Âu. Đây đã là một lợi thế vì ông biết mình có đồng minh đằng sau Đế chế Ottoman . Abbas I đã xuất khẩu lụa và gia vị sang châu Âu. Với sự giúp đỡ của hạm đội của Công ty Đông Ấn Anh, ông đã có thể đánh bật sức mạnh kinh tế của người Bồ Đào Nha khỏi đảo Hormuz , quốc gia đã kiểm soát thương mại hàng hải với Ấn Độ từ Vịnh Ba Tư kể từ thời Vasco da Gama. 
Abbas Đại Đế thiết lập mối quan hệ tốt đẹp với người Anh thông qua Công ty Đông Ấn Anh , công ty đã giành được quyền sở hữu vào năm 1615 để có được những đặc quyền ở Ba Tư. 
Abbas I đã tiếp nhiều phái viên từ các nhà cai trị châu Âu tại triều đình của mình và ký kết các hiệp định thương mại với một số cường quốc Tây Âu. Ông cũng duy trì quan hệ thương mại tốt đẹp với Ấn Độ và Trung Quốc: ông xuất khẩu coban sang Trung Quốc để làm tranh sứ và đổi lại nhận được đồ sứ có giá trị.
Liên minh Anh-Ba Tư
Một liên minh giữa Shah của Ba Tư và người Anh dựa trên việc trục xuất người Bồ Đào Nha và chia sẻ chiến lợi phẩm, bao gồm độc quyền thương mại ở vùng Vịnh  và kiểm soát Hormuz. 

## Tính cách
Abbas I thường được coi là một trong những nhà cai trị vĩ đại nhất trong lịch sử Iran và triều đại Safavid. Theo Roger Savoury: "Shah Abbas tôi sở hữu rất nhiều phẩm chất khiến ông được mệnh danh là 'Đại đế'. Ông là một nhà chiến lược và chiến thuật xuất sắc với đặc điểm chính là sự thận trọng. Ông thích đạt được mục đích của mình bằng ngoại giao hơn là chiến tranh, và  đã thể hiện sự kiên nhẫn to lớn trong việc theo đuổi các mục tiêu của mình." Theo quan điểm của Michael Axworthy, Abbas "là một nhà quản lý và lãnh đạo quân sự tài năng, đồng thời là một kẻ chuyên quyền tàn nhẫn. Triều đại của ông là thời kỳ sáng tạo xuất sắc của thời đại Safavid. Nhưng các cuộc nội chiến và rắc rối đã xảy ra trong thời thơ ấu của Abbas I (khi nhiều người thân của anh ta bị sát hại) đã để lại cho ông một vết đen tối của sự nghi ngờ và sự tàn bạo ở trung tâm nhân cách của ông ta. Donald Rayfield mô tả Abbas I là "đặc biệt sáng suốt và năng động", nhưng cũng là "kẻ hoang tưởng giết người khi bị kích động." 
Lịch sử Iran của Cambridge bác bỏ quan điểm cho rằng cái chết của Abbas đánh dấu sự khởi đầu cho sự suy tàn của triều đại Safavid khi Iran tiếp tục thịnh vượng trong suốt thế kỷ 17, nhưng đổ lỗi cho ông về tài quản lý kém cỏi của các safavid sau này: "Việc loại bỏ  các hoàng tử hoàng gia, dù bằng cách làm mù mắt hay nhốt họ trong hậu cung, loại họ khỏi các công việc của nhà nước và tiếp xúc với tầng lớp quý tộc hàng đầu của đế quốc và các tướng lĩnh, tất cả những hành vi lạm dụng giáo dục của các hoàng tử, không có gì mới nhưng đã trở thành thông lệ thông thường với Abbas tại triều đình Isfahan, đã chấm dứt một cách hiệu quả việc đào tạo những người kế vị có năng lực, tức là các hoàng tử hiệu quả đã chuẩn bị sẵn sàng để đáp ứng yêu cầu cai trị như những vị vua. " 
Abbas Đại Đế thông thạo phương ngữ Turkic được sử dụng bởi bộ phận Turkoman của tổ chức Qizilbash đa sắc tộc, mặc dù ông cũng có thể nói thoải mái không kém tiếng Ba Tư, vốn là ngôn ngữ hành chính và văn hóa của phần lớn dân chúng, cũng như của triều đình khi Isfahan trở thành thủ đô dưới triều đại của ông (1598).  Theo García de Silva Figueroa, đại sứ Tây Ban Nha tại triều đình Safavid trong triều đại sau này của Abbas, ông đã nghe Abbas nói tiếng Georgia, thứ mà ông chắc chắn đã học được từ những tướng quân và thê thiếp người Georgia của mình. 
Abbas nhận được sự ủng hộ mạnh mẽ từ người dân.[cần làm rõ] Các nguồn tin cho biết ông dành phần lớn thời gian ở giữa họ, đích thân đến thăm các khu chợ và những địa điểm công cộng khác ở Isfahan. Vóc dáng thấp bé nhưng thể chất khỏe mạnh cho đến khi sức khỏe suy giảm vào những năm cuối đời, Abbas có thể đi bộ trong thời gian dài mà không cần ngủ hay ăn và có thể đạp xe một quãng đường rất xa.  Ở tuổi 19, Abbas đã cạo râu, chỉ giữ lại ria mép, từ đó tạo nên một mốt ở Iran. 
Abbas cũng là một nhà hùng biện lôi cuốn, người có thể thuyết phục và gây ảnh hưởng đến mọi người bằng tài hùng biện của mình.  Nhà thơ Turkmen cổ điển Magtymguly, sống sau Abbas một thế kỷ, đã nhắc đến ông trong bài thơ "Zer bolmaz" (Không phải một viên ngọc) với những câu thơ sau: 
سخنور من ديان کوپدير جهانده
هيچ کيم شاه عباس دک سخنور بولماز

Có nhiều người nói rằng họ là những nhà hùng biện giỏi, /
Mặc dù không ai có tài hùng biện như Shah Abbas.

## Hậu thế
Abbas I có sáu con trai và hai con gái, trong đó:
Hoàng tử Muhammad Baqir Safi Mirza sinh ngày 15 tháng 9 năm 1587, bị xử tử theo lệnh của cha ông vào tháng 2 năm 1615 , cha của Shah Sefi
Sultan Hasan Mirza sinh năm 1588 mất ở Qazvin vào ngày 18 tháng 8 năm 1591
Hoảng tử Husain Mirza sinh năm 1591 mất ở Isfahan năm 1603
Sultan Muhammad Reza Mirza Khuda Banda bị mù theo lệnh của cha mình vào năm 1621
Hoàng tử Isamail Mirza sinh năm 1601 mất ở Isfahan năm 1613
Imam Qouli Amanu'llah Mirza bị mù theo lệnh của cha mình vào năm 1627
Shahzadeh (công chúa) Shahzada Begum
Shahzadeh (công chúa) Zubaida Begum, vợ của Jesse Isa Khan Bagration chống vua Kakheti